# Lueta
Lueta là một xã thuộc hạt Harghita, România. Dân số thời điểm năm 2002 là 3524 người.